# Condé Nast
Condé Nast — журнальное издательство, подразделение медиакомпании Advance Publications, выпускает 18 журналов, в том числе Architectural Digest, Bon Appétit, GQ, Tatler, The New Yorker, Vanity Fair и Vogue, а также четыре деловых издания, ведёт 27 сайтов и поддерживает более 50 приложений для мобильных и планшетных устройств. Основано в 1909 году Конде Монтрозом Настом, с 1959 года принадлежит семье Ньюхаус. Штаб-квартира — в Нью-Йорке. Генеральный директор — Чарльз Таунсенд, президент — Роберт Соерберг.
Condé Nast считается создателем концепции журналов об образе жизни (англ. lifestyle magazines) — типа журналов, ориентированных на определённый класс или интересы, а не на максимально возможную аудиторию. Журналы издательства посвящены широкому кругу тем, включая путешествия, питание, дом, культуру и другие интересы, причём больше всего освещается мода. Позже Condé Nast расширил своё предложение, которое начало включать маркетинговые услуги и ориентированные на потребителя продукты, такие как приложения и лицензионные товары. В 2010 году GQ стал первым брендом Condé Nast, доступным на iPad.
Condé Nast International Ltd., издающий международные версии американских брендов, был основан в 2005 году. Действуя в качестве дочерней компании Advance Publications, это подразделение издаёт более 126 журналов и 104 сайтов на 24 рынках по всему миру.

## История

### При Насте
Конде Монтроз Наст основал свою журнальную империю в 1909 году с приобретением Vogue, который был создан в 1892 году как нью-йоркский еженедельный журнал о новостях общества и моды. Сначала Наст публиковал журнал Vogue в Vogue Company, а в 1923 году создал Condé Nast Publications.
Наст обновил Vogue, сделав журнал одним из наиболее авторитетных в сфере моды. Впоследствии портфель Наста расширился за счёт включения House & Garden, Vanity Fair (недолго называвшийся Dress and Vanity Fair), Glamour и American Golfer. Компания в 1916 году также представила британский Vogue, и Конде Наст стал первым издателем зарубежной версии существующего журнала.
В 1924 году Наст в целях обеспечения лучшего качества своих журналов открыл новую типографию, которая просуществовала до 1964 года. В 1932 году на обложке Vogue впервые появилась цветная фотография, и с того года Наст начал помещать на обложки фотоиллюстрации вместо рисунков. Glamour, появившийся в 1939 году, стал последним журналом, запущенным лично Настом, который умер в 1942 году.

### Приход Ньюхаусов
В 1959 году Сэмюэл Ирвинг Ньюхаус, известный как Сэм, купил право управления Condé Nast, объединив его с частной холдинговой компанией Advance Publications. Его сын, Сэмюэл Ирвинг Ньюхаус (младший), известный как Сай, стал председателем Condé Nast в 1975 году.
При Ньюхаусах в Condé Nast начался период приобретений (в 1959 году был приобретён Brides), пересмотра концепций существующих журналов (закрытый в 1936 году Vanity Fair был возрождён в 1983 году) и создания новых журналов (в 1979 году был запущен Self). После смерти Сэма в 1979 году Condé Nast продолжил поглощать издания.

### В доме Conde-Nast
В июне 1999 года Condé Nast переехал с Мэдисон-авеню, 350, на Таймс-сквер, 4, в небоскрёб, построенный первым в Нью-Йорке с 1992 года и размещавший кафе Фрэнка Гери. Новый небоскрёб, получивший название Конде-Наст-билдинг, преобразил сам Таймс-сквер.
В августе 1999 года Condé Nast купил у The Walt Disney Company издательство Fairchild Publications (ныне известное как Fairchild Fashion Media), выпускающее журналы W и WWD. В октябре 2006 года Condé Nast приобрёл социальный новостной сайт Reddit, который в сентябре 2011 года был выделен в дочернюю компанию. В мае 2008 года издательство объявило о приобретении ещё одного популярного сайта о технологиях, Ars Technica.
В 2007 году компания закрыла женский журнал Jane после августовского номера, а затем закрыла его сайт. Один из старейших брендов Condé Nast, американское издание House and Garden, прекратило существование после выпуска от декабря 2007 года.
В октябре 2009 года Condé Nast объявил о закрытии трёх своих изданий: Cookie, Modern Bride и Elegant Bride. Журнал Gourmet перестал ежемесячно публиковаться с ноября 2009 года; бренд Gourmet позже был возрождён в виде приложения Gourmet Live для iPad, через которое публикуются рецепты, интервью, статьи и видео. В 2009 году также были закрыты Portfolio и Domino.
В июле 2010 года Роберт Соерберг стал президентом Condé Nast. С его назначением издательство стало меньше полагаться на печатную рекламу и стало уделять больше внимания развитию цифровых платформ, инновационных продуктов и новых маркетинговых услуг для получения дохода. В мае 2011 года Condé Nast стал первым крупным издателем, предоставившим подписки для iPad, начав с The New Yorker; компания с тех пор выпустила iPad-подписки для девяти своих изданий.
В том же мае Next Issue Media, совместное предприятие пяти американских издательств, включая Condé Nast, объявило о запуске подписок для устройств на Android, изначально доступных для Samsung Galaxy Tab. В сентябре 2011 года Condé Nast заявил, что предложит 17 своих брендов для Amazon Kindle Fire.
В июне 2011 года Condé Nast объявил, что переведёт свою штаб-квартиру в 2015 году во Всемирный торговый центр 1.
8 марта 2022 года, после вторжения России на Украину, издательский дом Condé Nast объявил о приостановке работы в России.